# Pehr Johan Ekman

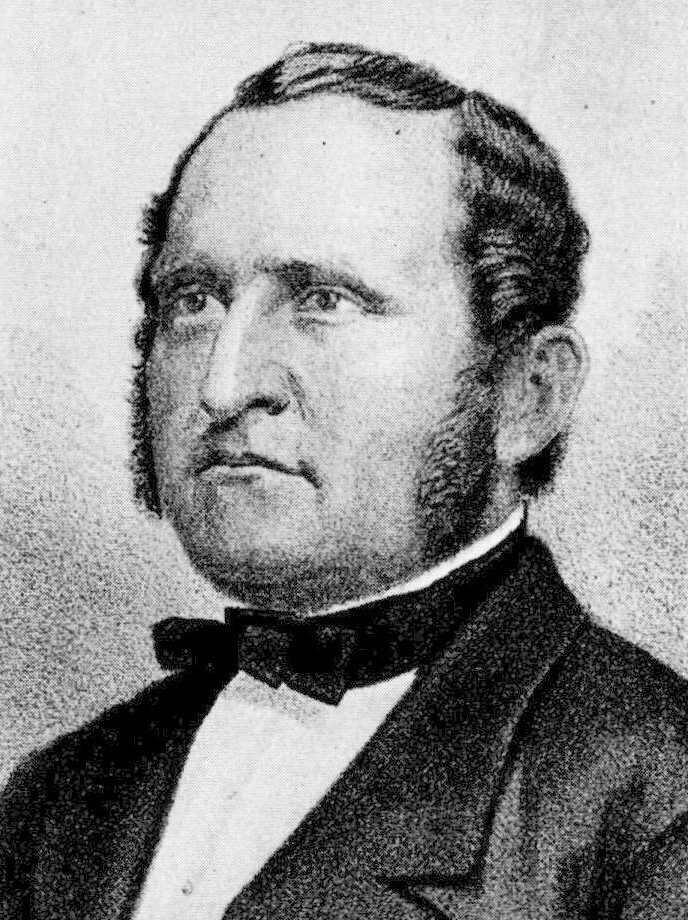
Per Johan Ekman.

Pehr Johan Ekman, född 12 augusti 1816 i Stockholm, död 2 januari 1884 i Stockholm, var en svensk arkitekt, industriman och författare. År 1866 blev han ledamot i Lindhagenkommittén som genom sin generalplan för Stockholm skulle väsentligt förändra stadens planering och utbyggnad kring sekelskiftet 1900.

## Biografi
Ekman utbildade sig på 1830-talet för Fredrik Blom på Kungliga Konstakademien i Stockholm. Samtidigt med Ekman studerade F. W. Scholander vid akademien, och de två kom också senare att stå varandra personligen nära. År 1836 blev han utnämnd till stadsarkitekt i Gävle stad, han var då bara tjugo år gammal. Av Fredrik Blom hade han lärt konsten att konstruera prefabricerade, flyttbara hus.

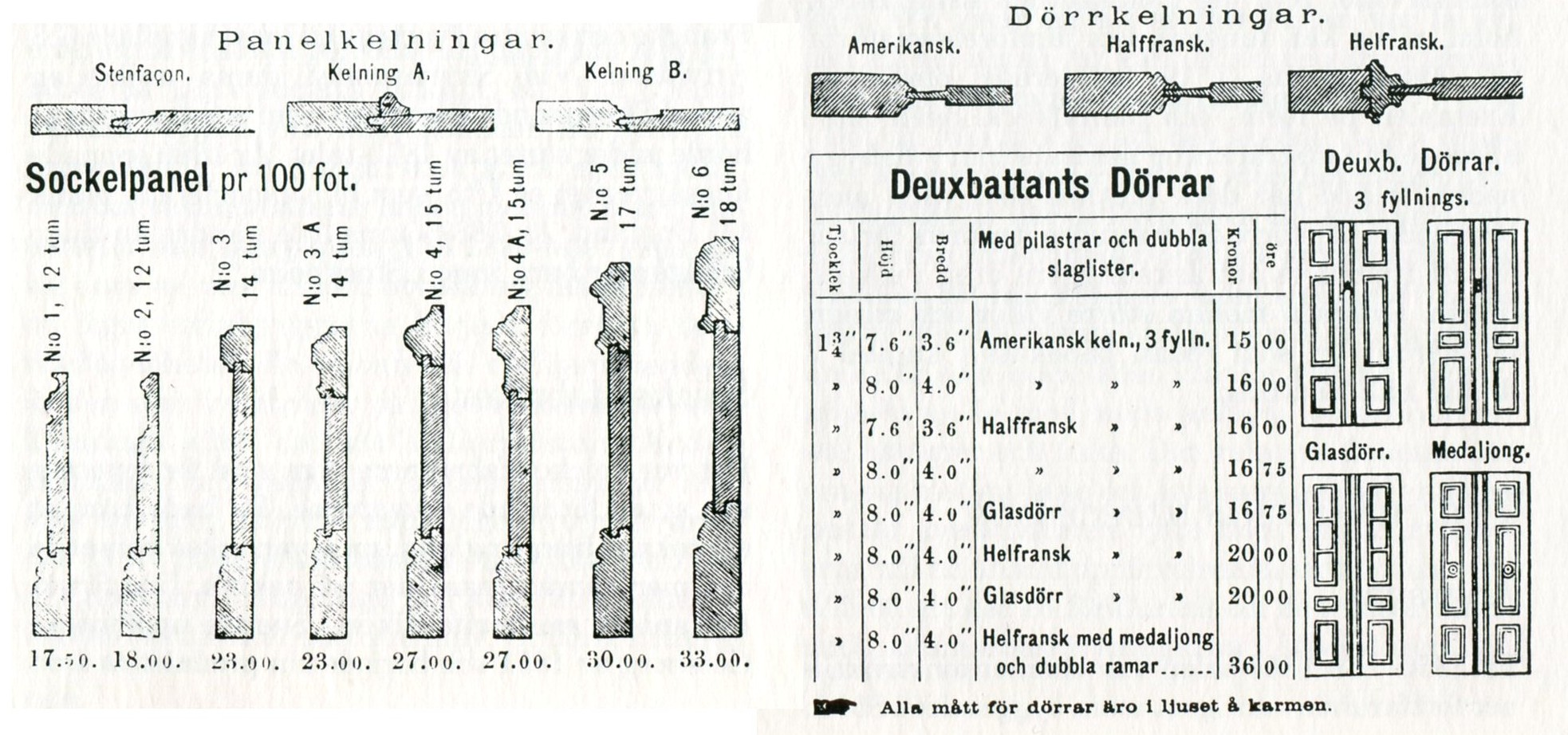
Priskurant för snickerier från Ligna.

Redan 1841 hade han uppfunnit en hyvelmaskin. Ekmans verksamhet som industriman speglar en väsentlig sida av 1800-talets mer nyttobetonade arkitektur och strävan att skapa en för vårt klimat lämplig träarkitektur till rimliga kostnader. Från 1859 var han bosatt i Stockholm. Ekman lämnade på 1860-talet arkitektverksamheten för att helt ägna sig tillverkningen av trähus. Han anlade vid Kungsholmstorg i Stockholm en av Sveriges första mekaniska snickerifabriker 1858. Fabriken brann ner omkring 1865, men en ny byggdes på Kungsholmen, den så kallade Ekmans Mekaniska Snickerifabrik, som specialiserade sig på att tillverka prefabricerade hus, bland annat sommarvillor i schweizerstil. Det första företaget gick överstyr, men efter köp av mark 1878 från Ludvig Tydéns garveri på Jakobsberg på Södermalm startade Ekman där Mekaniska Snickeri Aktiebolaget Ligna. Detta företag tillverkade snickerier och guldlister, samt sågade och hyvlade trävaror.
Ekmans författarskap, huvudsakligen tidskriftsartiklar, illustrerar hans praktiska arbete. I en tidig artikelserie om timmerbyggnadskonsten kom hans tekniska kunnighet och praktiska inställning till uttryck.
Vid sidan om sitt arbete med trähus och snickerier var han ledamot i stadsplanekommittén för Stockholm som skapade den generalplan som allmänt kallas Lindhagenplanen. Åren 1863 till 1867 satt han i Stockholms stadsfullmäktige och var suppleant i beredningsutskottet samt ledamot i drätselnämnden.

## Ritade byggnader i urval
- Grischotts paviljong (värdshus), Gävle 1838
- Börsen, Göteborg, 1844-1849
- Byggnad för J.A. Pripp, Göteborg 1844
- Gullbergsbro, Göteborg, ombyggnad 1845 (med Kauffmann)
- Enåkers kyrka (tillbyggnad), 1851
- Västerås läroverk 1857
- Västerås rådhus 1855-1860 (nu konsthall)
- Västerås domkyrka restaurering 1856-1861 (under Helgo Zettervall)
- Roggeborgen restaurering 1864–1865
- Skinnskattebergs kyrka, 1865
- Särna kyrka, 1860-talet, (nedbrunnen 1893)

## Bilder

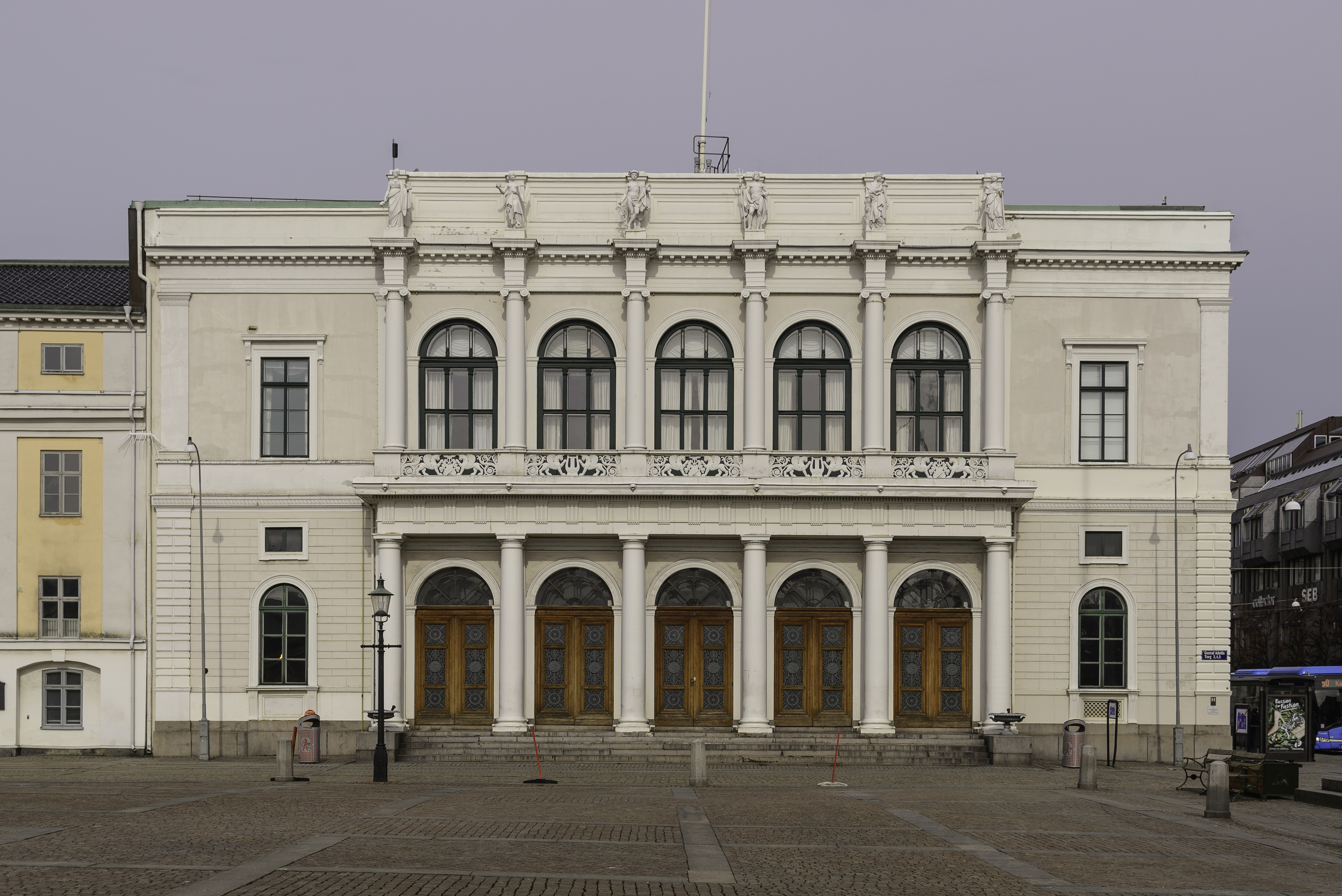
Börshuset, Göteborg
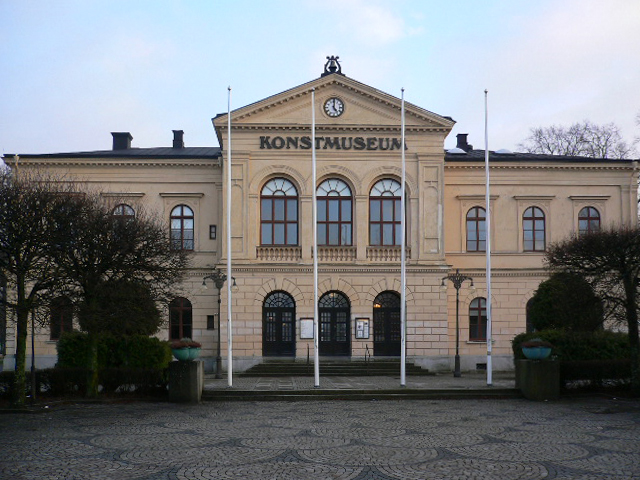
Västerås rådhus
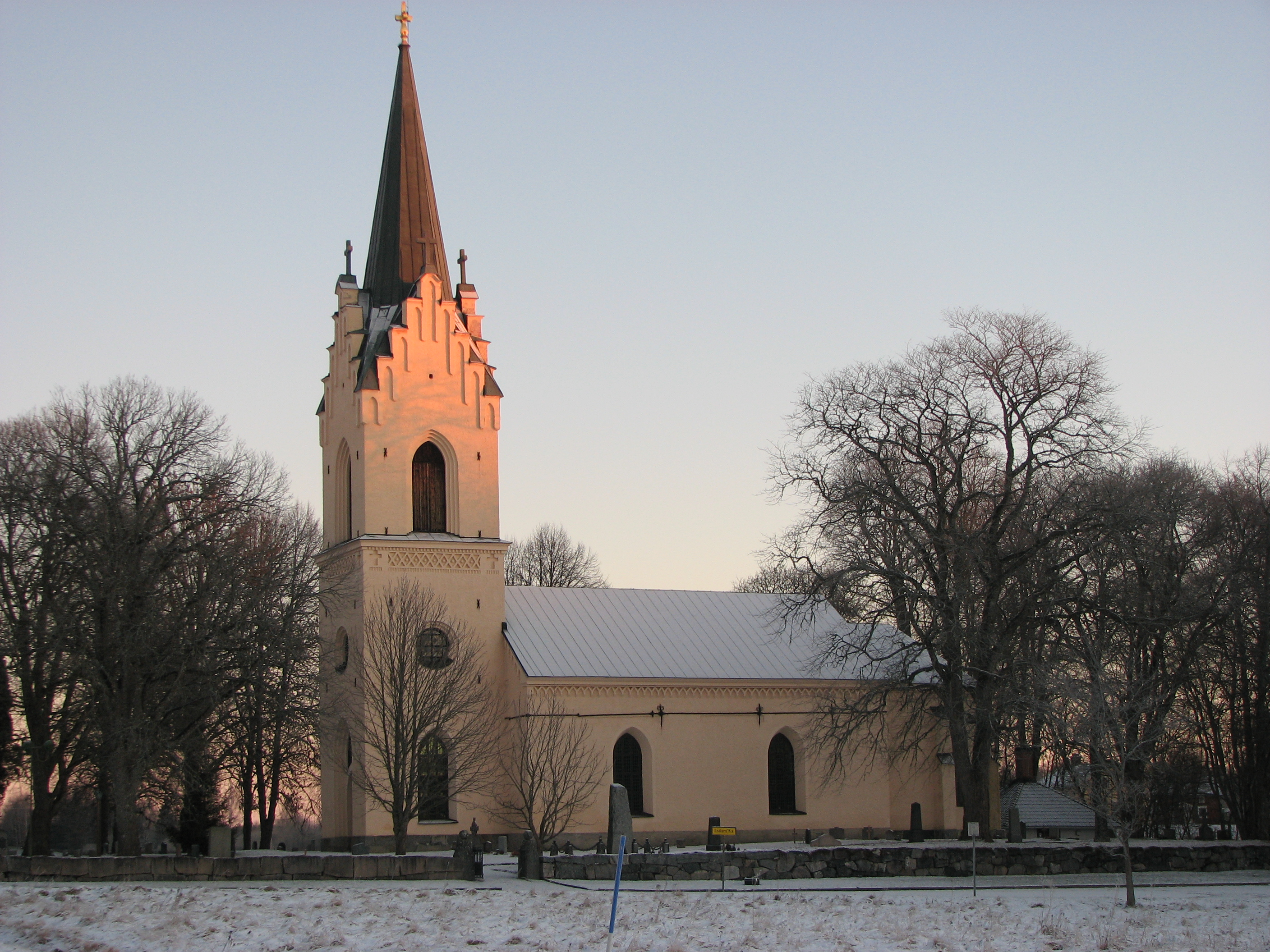
Enåkers kyrka
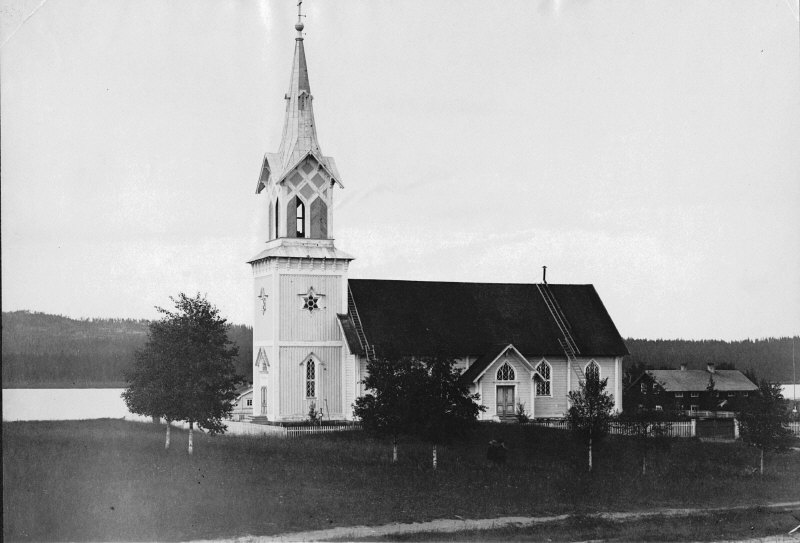
Särna kyrka
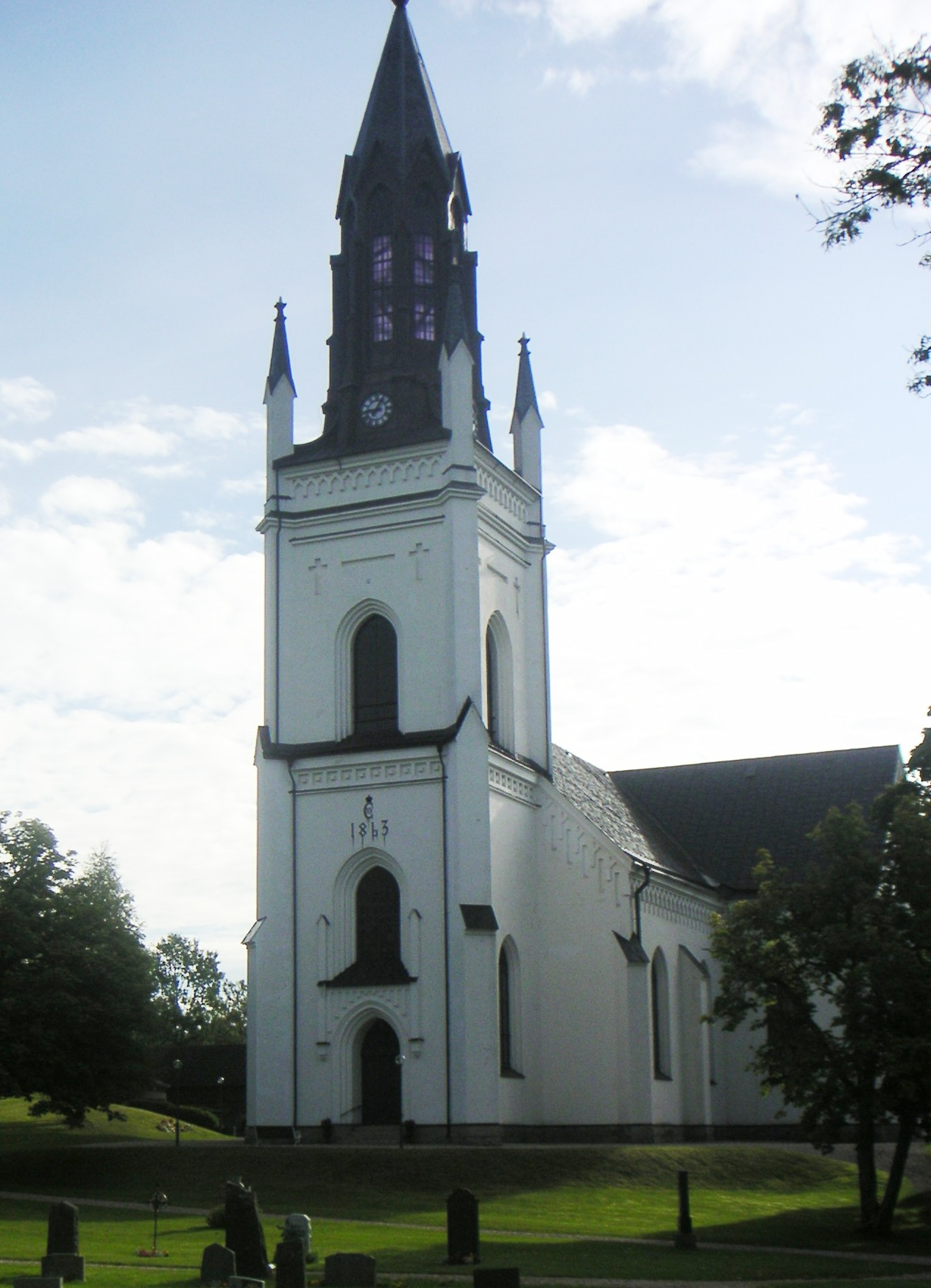
Skinnskattebergs kyrka